# Jean-Paul Kauffmann
Pour les articles homonymes, voir Kauffmann.
Pour l’article ayant un titre homophone, voir Jean-Claude Kaufmann.
Jean-Paul Kauffmann est un journaliste et écrivain français, né le 8 août 1944 à Saint-Pierre-la-Cour, en Mayenne.

## Biographie
Son arrière grand-père Michel Kauffmann quitte l'Alsace en 1871 après le traité de Francfort et s'installe dans la région de Vitré. Jean-Paul Kauffmann naît à Saint-Pierre-la-Cour mais, alors qu'il a neuf mois, ses parents rejoignent Corps-Nuds, en Ille-et-Vilaine, afin de reprendre une boulangerie-pâtisserie. Il entre comme pensionnaire dans un collège religieux, le collège Notre-Dame d'Orveau, à Nyoiseau (49), à l’âge de 11 ans. Malheureux pendant ces « années accablantes », il se réfugie dans la lecture des œuvres de Balzac, Stendhal et surtout Jean de La Fontaine. Par amour pour la littérature, il croit avoir la vocation de journaliste et fait l’École supérieure de journalisme de Lille entre 1962 et 1966. Il appartient à la 40e promotion de l'École.
Il effectue son service militaire comme coopérant dans un service d'éducation au Québec. Il y prolonge son séjour en travaillant dans un supplément hebdomadaire dans la presse de Montréal. Assistant à la Révolution tranquille, il songe à rester définitivement dans ce pays après être tombé amoureux de Mara, libraire originaire de Lettonie, comme il le raconte dans son récit Courlande.

### Otage au Liban
Revenu en France en 1970, il est engagé comme journaliste à Radio France internationale pendant sept ans, puis à l’AFP. En 1977, il intègre la rédaction du quotidien Le Matin de Paris et devient en 1984 grand reporter à L'Événement du jeudi. Alors que son magazine l'a envoyé en reportage au Liban, il est enlevé à Beyrouth avec Michel Seurat le 22 mai 1985. Son épouse Joëlle Brunerie-Kauffmann s'engage activement pour sa libération. Après presque trois ans de détention, il est libéré le 4 mai 1988 avec d'autres otages grâce à l'intervention de Jean-Charles Marchiani, alors que Jacques Chirac est Premier ministre de François Mitterrand. Michel Seurat est mort durant sa captivité en 1986. À l'occasion de cette disparition forcée, Jean-Paul Kauffman vit la traumatisante expérience de voyager, en plusieurs occasions, enroulé dans un tapis d'Orient où l'asphyxie l'amenait jusqu'à perdre connaissance, ce qui le mène à approfondir sa réflexion et marque fortement sa vie.

### Écrivain
En 1994, Jean-Paul Kauffmann crée la revue L'Amateur de cigare.
Écrivain, il a publié L' Arche des Kerguelen (Flammarion, 1993) qui reçoit le prix Jean-Freustié, puis La Chambre noire de Longwood (La Table Ronde, 1997) couronné par de nombreux prix (prix Roger-Nimier, Grand prix RTL-Lire, prix Jules-Verne, prix Joseph-Kessel et Prix Livre et Mer) ; La Lutte avec l'Ange (La Table Ronde, 2001) et 31, allées Damour - Raymond Guérin 1905-1955 (La Table ronde / Berg international, 2004). Tous ces livres ont une thématique commune : l'enfermement, mais n'évoquent jamais directement son expérience d'otage.

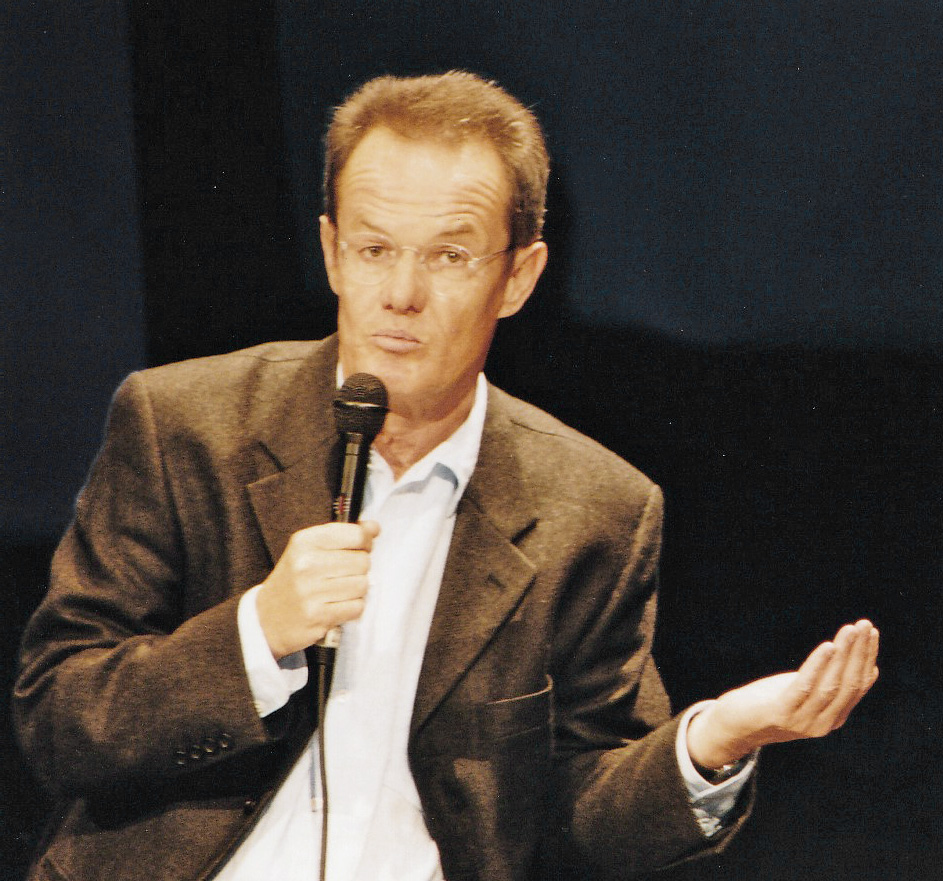
Jean-Paul Kauffmann au Festival international de géographie en 2002.

En 2002, Jean-Paul Kauffmann reçoit le Grand prix de littérature Paul-Morand décerné par l'Académie française.
Pour la première fois en 2007, dans La Maison du retour (NiL éditions, 2007), il évoque sa captivité, sa position d'otage et les moments qui ont suivi son retour, le douloureux réapprentissage d'une vie « normale », son incapacité à lire, lui, le passionné de littérature. Comme dans tous les livres de Jean-Paul Kauffmann, tout est écrit sur un ton feutré au travers de l'histoire de l'achat d'une maison, tanière ou sas pour revenir vers sa famille, vers la vie.
Amateur de vins de Bordeaux, il a publié plusieurs ouvrages sur ce sujet.
Avec Courlande (Fayard, 2009), le récit d'un voyage constitue la trame de plusieurs quêtes dont celle de l'identité d'un pays, la Courlande.
Il reçoit le prix de la langue française 2009 pour l'ensemble de son œuvre.
En 2016, il reçoit le prix du Mémorial, grand prix littéraire d'Ajaccio, pour son œuvre Outre-Terre (éditions des Équateurs). Il y raconte sa visite sur les routes de l’oblast de Kaliningrad à l’occasion du bicentenaire de la bataille d’Eylau. 

## Œuvres
- Voyage à Bordeaux, photographies de Michel Guillard, Caisse des dépôts et consignations, 1989.
- Le Bordeaux retrouvé (hors commerce), 1989.
- L' Arche des Kerguelen : voyages aux îles de la désolation, éditions Flammarion, 1992 ; rééd. « Petite Vermillon », La Table Ronde, 2002 — prix Jean-Freustié 1992
- La Chambre noire de Longwood : le voyage à Sainte-Hélène, éditions de la Table Ronde, 1997. Rééd. « Folio », éditions Gallimard, 1998 – prix Roger-Nimier, prix Joseph-Kessel, Grand prix RTL-Lire 1997
- L' Œil originel, photographies de Frédéric Desmesure, publié à l'occasion du 9e Salon Vinexpo et de l'exposition « Regards du monde », Bordeaux, Parc des expositions, 16-20 juin 1997, librairie Mollat, 1997.
- La Morale d'Yquem : entretiens avec Alexandre de Lur Saluces, Mollat-Grasset, 1999.
- La Lutte avec l'Ange, La Table Ronde, 2001. Rééd. « Folio », Gallimard, 2002.
- 31, allées Damour : Raymond Guérin, 1905-1955, Berg International-La Table Ronde, 2004. Rééd. « Petite Vermillon », La Table Ronde, 2007.
- La Maison du retour, NiL Éditions, 2007. Rééd. « Folio », Gallimard, 2008 – Prix François-Mauriac de la région Aquitaine[13], prix Saint-Simon et prix Breizh 2007
- Courlande, Fayard, 2009. Rééd. Le Livre de poche, 2011.
- Voyage à Bordeaux 1989, édition revue et corrigée par l'auteur, éditions des Équateurs, « Parallèles », 2011.
- Voyage en Champagne 1990, édition revue et corrigée par l'auteur, éditions des Équateurs, « Parallèles », 2011.
- Remonter la Marne, Fayard, 2013.
- Outre-Terre, éditions des Équateurs, 2016.
- Venise à double tour, éditions des Équateurs, 2019.
- Zones limites, Bouquins, 2023.
- L'Accident, Paris, éditions des Équateurs, 2025.

### Préfaces
- Préface à Brouillard d'automne, de Frédéric H. Fajardie, éditions de la Table Ronde, 1997.
- Postface à Mes grands Bordeaux, de Jean-Pierre Remy, Albin Michel, 1997.
- Préface à L' Âme du vin (1932), de Maurice Constantin-Weyer, La Table Ronde, 2003.
- Préface à Retour de barbarie, de Raymond Guérin, Finitude, 2005.
- Préface à 5 rue des Italiens. Chroniques du Monde, de Bernard Frank, Grasset, 2007.
- Préface à Château La Louvière. Le bel art du vin, d'Hélène Brun-Puginier, La Martinière, 2010.